# Praha-Zličín
Praha Zličín – stacja kolejowa w Pradze, w rejonie katastralnym Zličín, w Czechach przy ulicy Drahoňovského 30. Stacja posiada 2 perony.
| Praha-Zličín                                            |  |                               |
| Linia 122 Praha - Hostivice - Rudná u Prahy (15,000 km) |  |                               |
| Praha-Stodůlkyodległość: 3,000 km                       |  | Hostivice odległość: 4,000 km |